# 가키노키촌
가키노키촌(柿木村)은 시마네현 최남단에 위치했던 촌이며 가노아시군에 속했다.
1889년에 메이지의 대합병으로 성립한 이후, 마을의 행정 구역은 변하지 않았지만, 2005년 10월 1일에 이웃한 무이카이치정과 합병해 요시카정가 되었다. 합병 당초는 「가키촌」을 쓰고 있었지만, 지역 자치구 종료를 위해 2021년 4월 1일부터 「가키촌」의 관이 사라졌다(지역명으로는 사용되고 있다).덧붙여 요시카는 가키키 촌·무이카이치정의 지역을 가리키는 예전의 지명이다.

## 역사
- 1889년 4월 1일 - 정촌제 시행과 함께 합병전의 정역인 가키노키촌이 성립하였다.
- 2005년 10월 1일 - 무이카이치정과 합병해 요시카정이 성립하였다. 동일 가키노키촌은 폐지되었다.

## 교통

### 도로
- 국도 제187호선